# 송유경 (가수)
송유경(1970년 ~ )은 대한민국의 가수다.

## 방송
- 콘테스트M3 (2023) - 장려상(6위)

## 음반
- 그래 그래요 (2016)
- 3집 그래 그래요 (2017 Ver.) (2017)
- 트로트 대전 (2021)
- 빅스타 관광디스코 (2021)

## 수상
- 베스트가요쇼 대축제 신인 가수상 (2017)